# Germarostes aphodioides
Germarostes aphodioides là một loài bọ cánh cứng trong họ Hybosoridae. Loài này được Illiger miêu tả khoa học năm 1800.